# Ориска (Північна Дакота)
Ориска (англ. Oriska) — місто (англ. city) в США, в окрузі Барнс штату Північна Дакота. Населення — 114 особи (2020).

## Географія
Ориска розташована за координатами 46°55′53″ пн. ш. 97°47′26″ зх. д. / 46.93139° пн. ш. 97.79056° зх. д. (46.931362, -97.790679).  За даними Бюро перепису населення США в 2010 році місто мало площу 0,72 км², уся площа — суходіл.

## Демографія
Згідно з переписом 2010 року, у місті мешкало 118 осіб у 48 домогосподарствах у складі 32 родин. Густота населення становила 164 особи/км².  Було 63 помешкання (87/км²).
Расовий склад населення:
| - 94,9 % — білих - 4,2 % — осіб інших рас |

До двох чи більше рас належало 0,8 %. Частка іспаномовних становила 4,2 % від усіх жителів.
За віковим діапазоном населення розподілялося таким чином: 28,0 % — особи молодші 18 років, 61,8 % — особи у віці 18—64 років, 10,2 % — особи у віці 65 років та старші. Медіана віку мешканця становила 41,3 року. На 100 осіб жіночої статі у місті припадало 136,0 чоловіків;  на 100 жінок у віці від 18 років та старших — 123,7 чоловіків також старших 18 років.
За межею бідності перебувало 27,5 % осіб, у тому числі 40,0 % дітей у віці до 18 років та 11,1 % осіб у віці 65 років та старших.
Цивільне працевлаштоване населення становило 36 осіб. Основні галузі зайнятості: освіта, охорона здоров'я та соціальна допомога — 33,3 %, будівництво — 25,0 %, сільське господарство, лісництво, риболовля — 8,3 %, виробництво — 5,6 %.